# جواو أموريم (لاعب كرة قدم)
جواو أموريم (بالبرتغالية: João Carlos Nogueira Amorim) (11 فبراير 1992 بإيسبينهو في البرتغال - ) هو لاعب كرة قدم برتغالي في مركز الوسط. شارك مع منتخب البرتغال تحت 16 سنة لكرة القدم ومنتخب البرتغال تحت 17 سنة لكرة القدم ومنتخب البرتغال تحت 18 سنة لكرة القدم ومنتخب البرتغال تحت 19 سنة لكرة القدم ومنتخب البرتغال تحت 21 سنة لكرة القدم. أما مع النوادي، فقد لعب مع نادي ديبورتيفو داس أيفيس وديسبورتيفو تروفينسي ونادي غوندومار ونادي بنفيكا بي ‏.

## وصلات خارجية
- جواو أموريم (لاعب كرة قدم) على موقع قاعدة بيانات كرة القدم.إي يو (الإنجليزية)
- جواو أموريم (لاعب كرة قدم) على موقع Soccerway.com (الإنجليزية)